# دين منظم
الدين المنظم وقد يعرف أيضا بمصطلح الدين المؤسسي عبارة عن الدين كمؤسسة اجتماعية، فيما تنتظم وتُحَدَّدُ رسميا العقائد والطقوس. الدين المنظم عادة يتصف بمذهب (أو جزم) رسمي وبقيادة بيروقراطية قد تتبع هيكل سلسلة هرمية وبتدوين القوانين والعادات. 
وكثيرا ما يستعمل مصطلح الدين المنظم في الإعلام للإشارة إلى أكبر المجموعات الدينية في العالم، وخصوصا تلك التي تعرف بأسمائهم دوليا، وأيضا يشير إلى المؤسسات التي يمكن الانتماء (أو عدم الانتماء) إليها قانونيا أو رسميا. 

الدين المنظم يختلف عن «الدين» كمفهوم أعم وخصوصا في علمي الإنسان والاجتماع والفلسفة. الفيلسوف الأميركي ويليام جيمز يقول إن
الدين... ينبغي أن يعني لنا شعورَ وأفعالَ وتجاربَ الأفراد وهم في الخلوة... فيما يتعلق بما يعتبرونه مقدسا. وبما أن تلك العلاقة قد تكون أخلاقية أو مادية أو طقوسية، فيتضح أن معتقدات وفلسفات أنظمة دينية، من الدين كما نعتبره، قد تتولد ثنائيا.

ويشرح جايمز كذلك أن العاملين الأساسيين في «الدين المؤسسي» هما «العبادة والتضحية، وهاتان هما الإجراءات لتنفيذ أوامر الإله، مثل الإلهيات والمراسم الأنظمة الدينية.»
يبدو أن الدين المنظم تطور منذ العصر الحجري الحديث، بظهور التحضر (بمعنى التجمع في المدن) والزراعة. وقد تضم الأديان المنظمة مفهوم دين الدولة، مثل دول مسيحية أو دول إسلامية؛ ولكن معظم الدول السياسية لها عدد من الأديان الممارسة داخل حدودها.
بفضل هيئتها المنظمة والمنتظمة والسهلة الانتشار، الأديان المنظمة تشمل الكثير من مجموعات العالم الدينية الرئيسية. الأديان الإبراهيمية (بما فيها اليهودية والمسيحية والإسلام والبهائية) هي تعتبر منظمة إلى حد كبير، بالإضافة إلى بعض الأنواع من الأديان الهندية (مثل الهندوسية والبوذية). الأديان التي لا تعتبر منظمة، أو لا تعتبر منظمة إلا بنسبة ضئيلة، تشمل الكثير من الأديان لدى السكان الأصليين والأديان الشعبية، مثل الأديان الأفريقية التقليدية وأديان الأميركيين الأصليين وأديان ما قبل التاريخ، بالإضافة لبعض الأديان الشخصية بما فيها بعض الأنواع من الهندوسية.